# Sprinze Helfft Levy
Sprinze Helfft Levy, född 1735, död 1804, var en tysk bankir. Hon var hovbankir vid det preussiska hovet i Berlin 1775–1790. Sprinze Helfft Levy övertog priviliegiet som hoffaktoren efter sin make Salomon Moses Levy (Shlomo Chalfan)  och behöll posten tills hennes son var gammal nog att överta den. Hon var en så kallad "hovjude", det vill säga skattmästare, vid hovet.